# Androesjkino
Androesjkino (Russisch: Андрушкино) is een dorp (selo) in het zuidwesten van de oeloes Nizjnekolymski in het noordoosten van de Russische autonome republiek Jakoetië. De extreem geïsoleerde plaats ligt aan de rechteroever (oostzijde) van de Alazeja. De plaats ligt op 450 kilometer ten noordwesten van het oeloescentrum Tsjerski en vormt het centrum van de nasleg Oljorinski. In 2001 telde het 886 inwoners. Bij de volkstelling van 1989 waren dit er nog 1000.
De bevolking bestaat met name uit Joekagieren en Evenen, met daarnaast Tsjoektsjen, starozjily (afstammelingen van de eerste Russische zemleprochodtsy) en Noordelijke Jakoeten. Het is het economische hart van de Vadoely (Toendra-Joekagieren of Noordelijke Joekagieren), die er bijna de helft van de bevolking vormen. Een andere belangrijke Joekagierenondergroep wordt gevormd door de Alai (Alazeja-Joekagieren). De Evenen zijn de oorspronkelijke inwoners (1940-1957) en vormen onderdeel van de ondergroep die het noordelijk dialect van het Eveens spreekt. Op de school van Androesjkino wordt vooral in het Russisch onderwezen, daar er een gebrek is aan boeken in de eigen talen. De Eveense scholieren hebben daarnaast het probleem dat de boeken in het Zuidelijk Eveense dialect zijn geschreven.
In het dorp bevinden zich een kleuterschool, school, middelbaar internaat (de enige poly-etnische middelbare school van Rusland), ziekenhuis, bakkerij, winkelgelegenheden, een anno 2008 in zeer slechte staat verkerend ketelhuis (met diesel-energiecentrale), een huis van cultuur en sinds 1994 ook een etnografisch museum over de geschiedenis, cultuur en tradities van de Olerinski-toendra.
De plaats is in de winter door winterwegen verbonden met omringende plaatsen zoals Boelgoennjach (onbewoond), Balagannach (onbewoond) en Kolymskoje in het oosten, Oerasa-Otech (onbewoond), Keng-Kjoejol en andere plaatsen in het zuiden en Mas-Toemoeëtach (onbewoond) in het noorden. In de zomer is het alleen bereikbaar over de rivier en per helikopter.

## Geschiedenis
De plaats is vernoemd naar het Androesjkinomeer dat nabij de plaats ligt en zelf weer is vernoemd naar de joert van een oude man die er ooit aan de oever woonde. Voor de stichting van het dorp bevond zich er een winterverblijf (zimovje).
Androesjkino ontstond in 1940 bij de oprichting van de kolchoz Soetanja Oederan (Сутаня Удеран), die zich richtte op de rendierhouderij en de jacht. Dat jaar werden er een aantal huizen gebouwd. In 1957 werd de kolchoz samengevoegd met de 75 kilometer verderop gelegen rendierenkolchoz Olenevod van Toestach Sen (de traditionele woonplaats van de Vadoely; de bevolking werd daarop gedwongen de plaats te verlaten) tot de kolchoz Imena Stalina, die in 1961 werd omgevormd tot de sovchoz Nizjnekolymski. Deze sovchoz bezat ongeveer 18.000 rendieren en bleef een afdeling houden in Androesjkino (de oorspronkelijke kolchoz). Midden jaren 1980 werd deze afdeling omgezet naar de aparte sovchoz Olerinski. Met de perestrojka ging de sovchoz echter midden jaren 1990 failliet. De rendierhouderij werd daarop voortgezet volgens oude stamtradities; reeds in 1992 waren de clans (rodovaja obsjtsjina's; ook rendierenbrigades) Tsjajla ("dageraad"; van de Evenen) en Alazeja (van de Joekagieren) opgericht, die het werk voortzetten met ongeveer 12.000 rendieren en zich daarnaast richtten op de visserij en de jacht op pelsdieren. Een poging om Toestach Sen opnieuw op te richtten liep echter stuk op gebrek aan steun vanuit de stamleiders. Toen er nog een clan in het dorp dreigde te ontstaan (Choroltsjatsj) kwam er een discussie op gang over het grote verlies van rendieren door zowel de Tsjajla- als de Alazeja-clan. Besloten werd daarop in 1998 om beide samen te voegen tot de clan Tsjajla, die op dat moment nog 4488 rendieren bezat. Dit liep begin 21e eeuw nog verder terug tot 2100. Het bedrijf kampte toen met grote schulden. In de winter van 2008 ontstonden grote problemen toen het ketelhuis uitviel bij temperaturen van -45°C.
Bestuurlijk centrum: Tsjerski

Ambartsjik · Androesjkino · Dve viski · Jermolovo · Kolymskoje · Krestovaja · Michalkino · Nizjnekolymsk · Petoesjki(†) · Pochodsk · Timkino · Tsjoekotsjja